# Distretto militare di Odessa

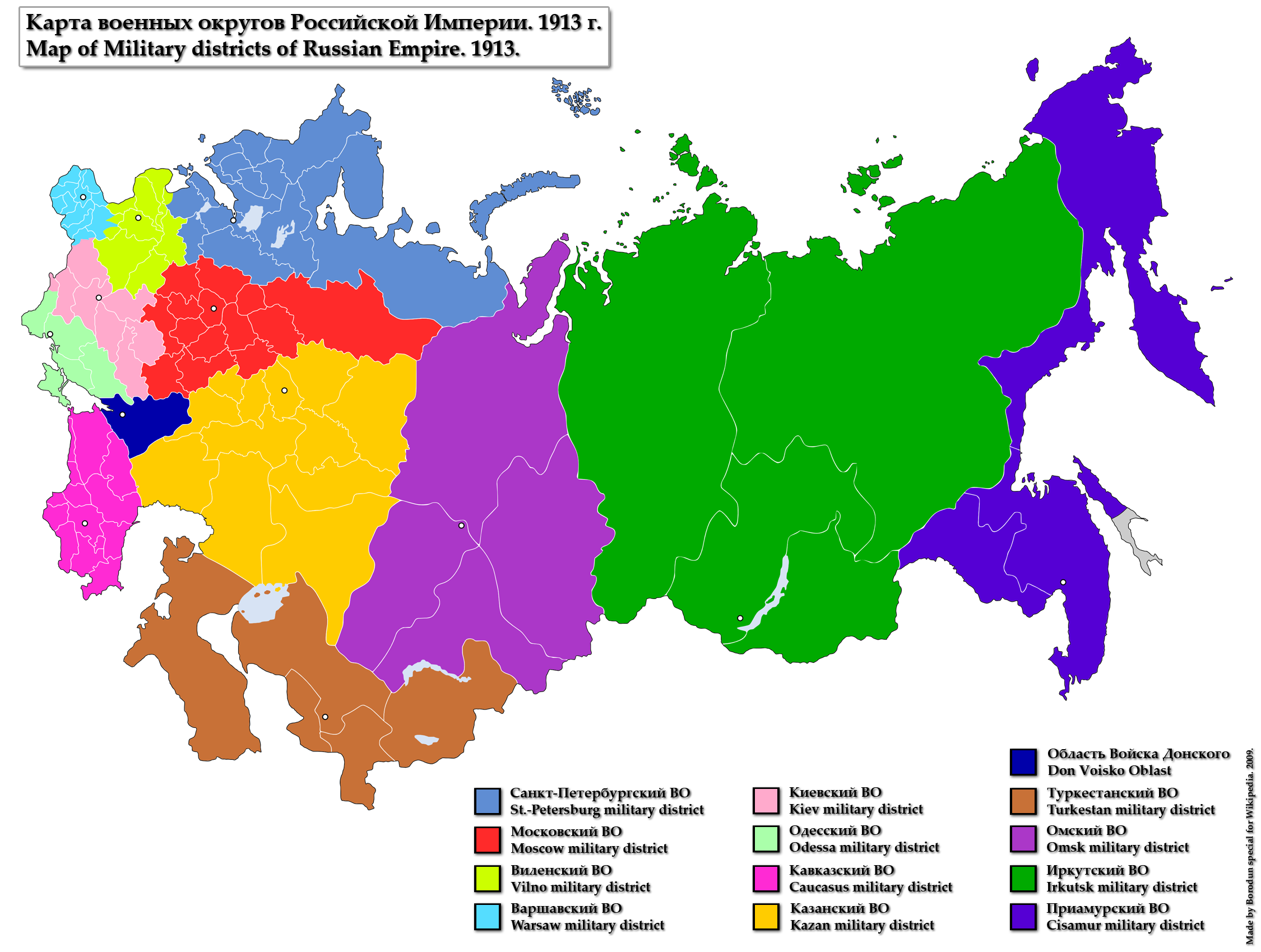
Mappa dei distretti militari nel 1913. Il distretto militare di Odessa è in blu chiaro.

Il Distretto militare di Odessa (in russo Одесский военный округ?, Odesskij voennyj okrug) fu uno dei due distretti militari dell'Impero Russo presenti in Ucraina, il secondo era il distretto militare di Kiev.

## Storia
Venne istituito in seguito alle riforme del ministro militare Dmitrij Miljutin. Esistette dal 1862 al gennaio 1918, quando venne creato il "Fronte rumeno" sotto il controllo del Rumcherod, un organismo di soviet che si formò nella parte sud-orientale dell'ex Impero rimasto in vigore fino alla sua dissoluzione nel maggio 1918.

## Territorio e confini
Il distretto confinava con la Romania, il Distretto militare di Kiev, l'oblast' di Don Host e il Mar Nero e comprendeva i territori di Cherson, Ekaterinoslav, Sinferopoli, e il governatorato della Bessarabia.

## Organizzazione
Il distretto era, come la maggior parte dei distretti militari in Russia, governato da un comandante del distretto militare che fino al 12 agosto 1889 era anche governatore generale di Odessa.